# Ferula glabra
Ferula glabra là một loài thực vật có hoa trong họ Hoa tán. Loài này được Rech.f. & Riedl mô tả khoa học đầu tiên năm 1963.